# Satellite d'observation de la Terre
 (janvier 2023).
Si vous disposez d'ouvrages ou d'articles de référence ou si vous connaissez des sites web de qualité traitant du thème abordé ici, merci de compléter l'article en donnant les références utiles à sa vérifiabilité et en les liant à la section « Notes et références ».

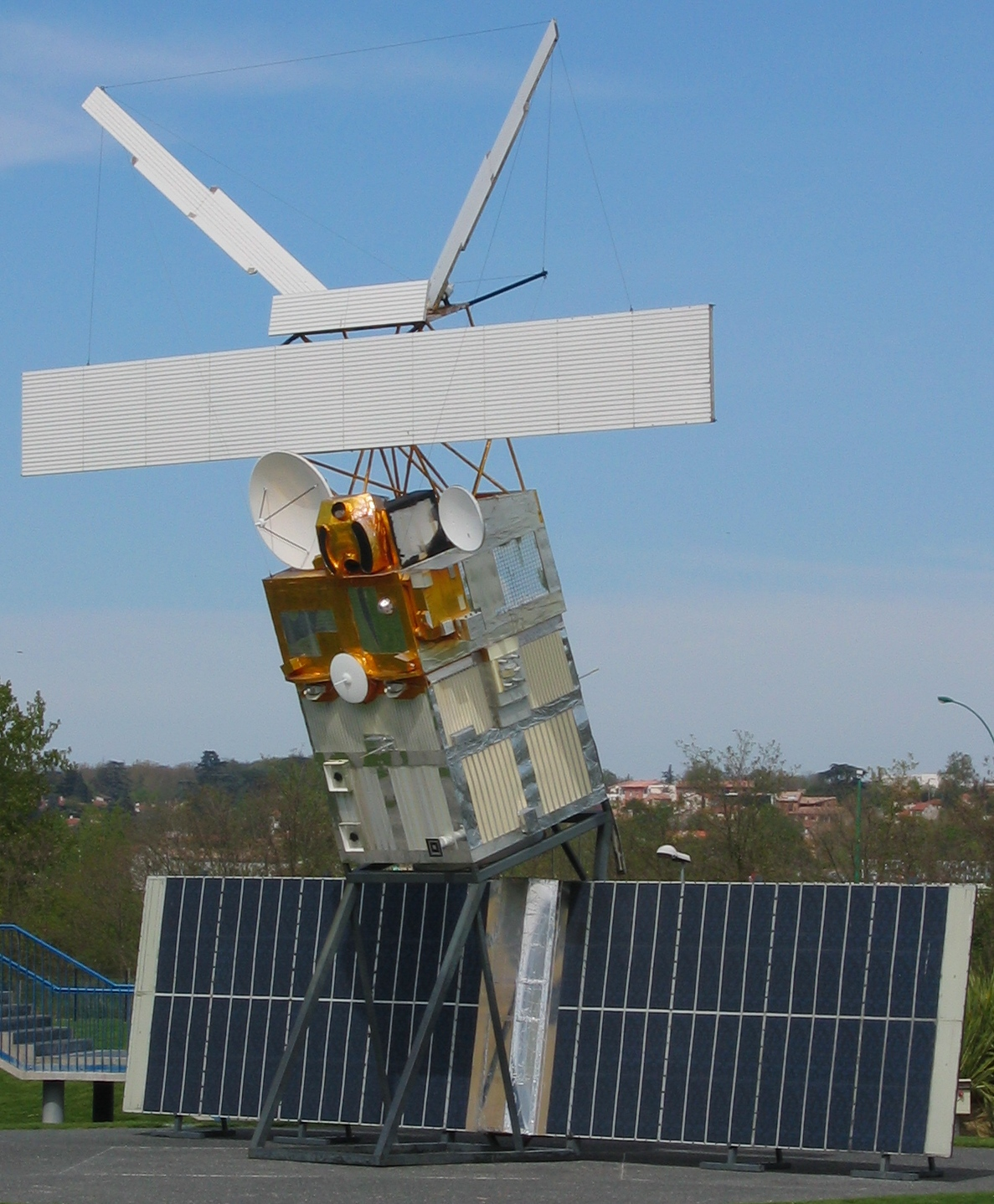
Maquette du satellite ERS-2 (European Remote-Sensing Satellite), lancé en 1995.

Un satellite d'observation de la Terre est un satellite artificiel utilisé pour effectuer des observations géophysiques et géographiques de la Terre depuis l'orbite terrestre. L'observation de la Terre est un des principaux domaines d'application de l'activité spatiale avec télécommunications, la navigation par satellite et l'utilisation militaire. Pour remplir leurs objectifs ces satellites embarquent deux types d'instrumentation : des instruments de télédétection qui permettent des observations à distance en analysent le rayonnement électromagnétique (lumière visible ou autres longueurs d'ondes) émis ou renvoyé par le sol ou l'atmosphère terrestre et des instruments de mesure in situ (dans l'environnement immédiat du satellite) qui mesurent par exemple le champ magnétique ou le champ gravitationnel.
Les domaines d'application des satellites d'observation de la Terre sont très variés : météorologie, inventaire des ressources naturelles, géodésie, étude et modélisation du climat, prévention et suivi des catastrophes naturelles, gravimétrie, etc.

## Définition
Les satellites d'observation de la Terre sont des engins spatiaux en orbite autour de la Terre dont l'objectif est de recueillir des données sur ses caractéristiques (surface, atmosphère, champ magnétique, champ gravitationnel) avec des instruments embarqués. Ceux-ci ont des caractéristiques très variables adaptées aux différents besoins : ils se distinguent notamment par la nature des instruments (optique, radar, lidar, hyperspectral), par leur résolution plus ou moins élevée, par leur orbite et par leur taille. Ils peuvent être mis en œuvre pour répondre à des besoins scientifiques (modélisation climatique, structure de la Terre, etc.) ou recueillir des données pour des usages opérationnels civils ou militaires. Ces satellites initialement mis en œuvre par des agences gouvernementales, font depuis une vingtaine d'années l'objet d'une exploitation commerciale.
La majorité des satellites d'observation de la Terre font partie de la catégorie des satellites de télédétection dont les instruments analysent les ondes électromagnétiques (lumière visible mais aussi ultraviolet, infrarouge, rayons X, etc.) émises soit par l'objet observé, soit par renvoi d'un train d'ondes émis par le satellite. Typiquement, les instruments utilisés sont des caméras, spectromètres, radars, radiomètres, etc. SPOT ou METEOSAT entrent dans cette catégorie des satellites de télédétection. Dans le domaine de la télédétection, on distingue les techniques d'imagerie spatiale qui reposent sur la prise d'images dans le domaine optique (lumière visible, infrarouge et ultraviolet) depuis l'espace par des équipements installés à bord de satellites artificiels, et les techniques qui reposent sur l'observation des micro-ondes à l'aide de radars et celle des ondes radio. 
Les satellites d'observation de la Terre peuvent effectuer également des mesures in situ (de leur environnement immédiat) comme GOCE qui mesure le champ gravitationnel terrestre ou SWARM qui mesure le champ magnétique terrestre. Ils utilisent des instruments comme le magnétomètre, des récepteurs passifs comme les réflecteurs laser, GPS, et accéléromètres ou des détecteurs d'ions ou d'atomes neutres, etc. D'un point de vue technique, cette catégorie de satellites regroupe à la fois des satellites civils et militaires. Lorsque le terme est utilisé pour identifier l'usage, le terme désigne généralement uniquement les satellites utilisés à des fins civiles[pas clair]. Un même satellite peut emporter à la fois des instruments de télédétection et de mesure in situ.

## Historique

### Premiers satellites météorologiques
La météorologie constitue la première application spatiale civile de l'observation de la Terre. Le premier satellite d'observation de la Terre est lancé en 1959 soit seulement deux ans après la mise en orbite du premier satellite artificiel Spoutnik 1. Cette année-là les États-Unis placent en orbite le satellite expérimental Vanguard-2. Celui-ci utilise un scanner optique pour réaliser des images de la couverture nuageuse qui sont transmises par radio. Le premier satellite météorologique opérationnel, TIROS-1, qui est placé en orbite par la NASA en 1960, fournit avec une fréquence quotidienne des images des formations nuageuses et constitue un jalon important de la prévision météorologique.

### Satellites espions
Dès 1959, les États-Unis lancent les premiers satellites espions qui mettent en œuvre le même type d'équipement que les satellites d'observation de la Terre civils. Le programme Corona regroupe la première génération de ces satellites. Les images sont réalisées à l'aide d'appareils utilisant un film argentique qui, après usage, est transféré dans une capsule qui est larguée par le satellite et est récupérée au sol après une rentrée atmosphérique. Cette technique permet d'avoir des images à haute résolution (contrairement aux images filmées par des caméras et transmises par radio) mais le délai entre la prise d'image et son utilisation est long et il est nécessaire de lancer de nouveaux satellites avec une cadence élevée. L'Union soviétique dispose d'un programme similaire reposant sur les mêmes choix techniques.   

### Landsat-1 premier satellite destiné à l'observation de la surface terrestre
Toutefois, au début de l'ère spatiale de 1957 à 1966, l'observation de la Terre depuis l'espace à des fins civiles n'est pas considérée comme un objectif important. C'est en analysant les 1 100 photographies de la Terre prises par les astronautes des programme Mercury et Gemini de l'agence spatiale américaine (la NASA) que certaines personnes familières avec les principes physiques à l'origine des émissions d'ondes électromagnétiques, découvrent que ces images pouvaient fournir une grande quantité d'informations inédites. Le premier programme de construction de satellites d'observation de la Terre civil est annoncé en septembre 1966 par la NASA. Malgré l'opposition des militaires américains, le programme EROS (Earth Resources Observation Satellites) est confié à la NASA. Celle-ci, malgré les obstacles dressés par le département de la Défense et le Bureau of Budget (ancêtre de l'Office of Management and Budget) développe le satellite ERTS, rebaptisé Landsat 1, qui est placé en orbite le 23 juillet 1972. Celui-ci est équipé d'un nouveau type de capteur expérimental, le senseur multispectral (MSS), qui s'avère bien supérieur à la caméra également embarquée qui était initialement l'instrument principal. MSS fournit des vues distinctes de la même région dans quatre longueurs d'ondes (rouge, vert et deux bandes spectrales situées dans l'infrarouge), permettant de mesurer la déforestation, le rendement des cultures, l'extension des déserts et de cartographier des structures géologiques inaccessibles comme les glaciers et les calottes glaciaires.
Landsat 1 est le premier d'une série de satellites rattachés au même programme et aux performances croissantes avec notamment l'instrument Enhanced Thematic Mapper Plus capable de prendre des image dans huit bandes spectrales avec une résolution spatiale de 20 mètres. Des programmes et instruments similaires sont développés par la suite comme la série des satellites français SPOT (1986-2014)et ou l'instrument japonais  Advanced Spaceborne Thermal Emission and Reflection Radiometer capable de fournir des images dans 14 bandes spectrales distinctes et embarqué à bord du satellite Terra de la NASA (lancé en 2000).

### Diversification des instruments
Au cours de la décennie 1980 les performances des instruments existants s'améliorent et de nouveaux capteurs sont mis au point tels que les imageurs hyperspectraux capables de fournir des images dans un très grand nombre de bandes spectrales, les spectromètres multi-angulaires qui combinent les prises de vue prises sous différents azimuts et les radars embarqués. Les systèmes à micro-ondes actifs utilisés depuis le début du 20e siècle pour détecter des objets mouvants sont installés à bord de satellites à compter des années 1980 : ils émettent des impulsions et mesurent les ondes réfléchies. Le radar à synthèse d'ouverture est une variante de cette technologie qui permet d'obtenir des images de nuit ou de jour à travers une couverture nuageuse en mesurant le temps mis par le signal émis et réfléchi pour revenir et en déduire la position, l'altitude et les propriétés d'absorbance de la surface de la Terre. Les applications de ces radars embarqués sur satellites s'est considérablement diversifiée avec par exemple la réalisation d'altimètres capables de mesurer la hauteur de la surface des océans avec une précision de quelques millimètres et de diffusomètres mesurant la rugosité de la surface.

## Instruments
Selon leur mission les satellites d'observation de la Terre peuvent utiliser des instruments très différents. Ceux-ci peuvent être rangés dans deux grandes catégories selon qu'ils produisent ou non des images.  

## Inventaire des satellites d'observation de la Terre actif début 2021
La base de données de l'Union of Concerned Scientists (UCS) recensait fin avril 2021 971 satellites d'observation de la Terre en orbite en incluant les CubeSats et les satellites militaires (le Bureau des affaires spatiales des Nations unies (UNOOSA) dénombrait en janvier 8261 satellites en orbite autour de la Terre tous types confondus). Le nombre de satellites d'observation de la Terre n'était que de 192 en janvier 2014 et 684 en avril 2018. Cette croissance récente très rapide a pour origine le succès rencontré par le format CubeSat qui permet de disposer d'un satellite à très faible cout.
Ces 971 satellites relevaient de plusieurs catégories : 
| Type                                   | Nombre | dont CubeSat (environ) | Exemple    | Remarque                               |
| -------------------------------------- | ------ | ---------------------- | ---------- | -------------------------------------- |
| Imagerie optique                       | 407    |                        | Pléiades   | Satellite civil et/ou militaire        |
| Imagerie multispectrale/hyperspectrale | 38     |                        | PRISMA     |                                        |
| Imagerie infrarouge                    | 10     |                        | SBIRS      | Satellite d'alerte avancée (militaire) |
| Imagerie radar                         | 81     |                        | Sentinel-1 |                                        |
| Scientifique                           | 75     |                        | ADM-Aeolus |                                        |
| Météorologie                           | 159    |                        | Metop      |                                        |
| Écoute électronique                    | 93     |                        | Magnum     | Satellite militaire                    |
| Vidéo                                  | 10     |                        |            |                                        |
| Automatic Identification System (AIS)  | 17     |                        |            |                                        |
| Autre                                  | 81     |                        |            |                                        |

Environ 60 pays disposent en 2021 d'au moins un satellite d'observation de la Terre en orbite. Les principaux détenteurs de satellites sont par ordre décroissant les États-Unis (440 satellites), la Chine (216), le Japon (36), la Russie (35), L'inde (23), l'Agence spatiale européenne (20), l'Argentine (18).
En 2021 environ 200 organisations contrôlent des satellites d'observation de la Terre. Les organisations contrôlant le plus de satellites gèrent des constellations de CubeSats : Planet Labs (197 satellites) et Spire Global (114 satellites). Les opérateurs gérant le plus de satellites sont ensuite le Ministère de la défense chinois (97 satellites), l'agence américaine de renseignement NRO (39 satellites), la société chinoise Chang Guang Satellite Technology (23 satellites), le Ministère de la défense russe (19 satellites), l'agence spatiale indienne (17 satellites), Satellogic (16 satellites), l'académie des sciences chinoise (15 satellites) et EUMETSAT (12 satellites).
Les satellites d'observation de la Terre circulent principalement en orbite basse : en 2021 912 satellites (93,92 %) étaient placés sur cette orbite contre 44 en orbite géostationnaire, 14 sur une orbite elliptique et 1 sur une orbite moyenne.

## Constellations
| Domaine      | Sous-catégorie         | Données recueillies | Type d'instrument | Autre caractéristique instrumentale | Orbite                 | Autre caractéristique | Exemples de mission |
| ------------ | ---------------------- | ------------------- | ----------------- | ----------------------------------- | ---------------------- | --------------------- | ------------------- |
| Météorologie | Sur une longitude fixe |                     |                   |                                     | orbite géostationnaire |                       |                     |
| Météorologie | Satellite défilant     |                     |                   |                                     | orbite héliosynchrone  |                       |                     |

## Applications

### Météorologie
La mission des satellites météorologiques est de fournir des données sur les différents phénomènes atmosphériques (dépressions, anticyclones, vents, nuages, glaces) permettant d'alimenter les modèles de prévision météorologique à court, moyen et long terme. Le recueil des données depuis l'espace permet de disposer d'une couverture complète du globe impossible à obtenir à l'aide de stations terrestres (en particulier au niveau des océans et dans les régions non habitées). Il existe deux catégories complémentaires de satellite météorologique : les satellites géostationnaires, qui occupent une position fixe au-dessus de la Terre, fournissent une image complète de l'hémisphère visible depuis leur position, fréquemment rafraichie mais avec une résolution spatiale relativement faible du fait de leur altitude (36 000 kilomètres). Les satellites à défilement circulent à une altitude de quelques centaines de kilomètres ce qui leur permet de fournir très détaillées mais la fréquence d'actualisation est beaucoup plus faible. Chaque nouvelle génération de satellite comporte des senseurs plus performants et capables d'effectuer des mesures sur un plus grand nombre de canaux.

### Océanographie

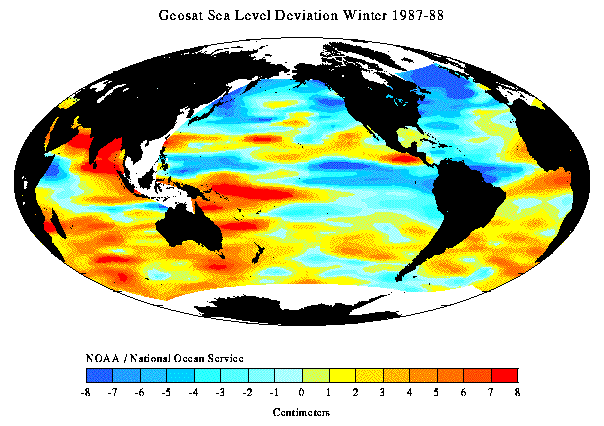
Écart du niveau de la mer par le satellite Geosat pour l'hiver 1987-88.

Les applications dans le domaine de l'océanographie se développent à compter des années 1980. Les satellites permettent d'obtenir rapidement et avec une fréquence d'actualisation élevée des mesures globales de la température de la surface des océans, de la vitesse et de la direction des vents, de la hauteur des vagues et de la houle, des concentrations de phytoplancton et de sédiments en suspension et des variations de hauteur de la mer liées aux marées et aux courants. Ces données n'étaient jusque là disponibles que à travers des expéditions scientifiques longues et couteuses. Les données obtenues permettent des études sur le long terme de l'élévation du niveau des mers et variations de la température de surface. 

### Suivi des catastrophes naturelles
Les images prises par satellite permettent en comparant celles prises avant et après une catastrophe naturelle (inondation, séisme, éruption volcanique, feu de forêt, pollution maritime, , etc.) d'identifier rapidement les régions touchées et les voies de circulation encore opérationnelles permettant ainsi d'optimiser la distribution et l'acheminement des secours. Les cartes réalisées sont transmises rapidement aux autorités chargées de la sécurité civile. Une charte internationale de l'espace pour la gestion des risques majeurs signée notamment par le CNES (l'agence spatiale française), l'Agence spatiale européenne, la NOAA (chargée des satellites météorologiques américains), l'ISRO, l'agence spatiale chinoise et l'agence spatiale japonaise, normalise les processus d'échange des données produites par les satellites des différentes agences spatiales. En fin de crise les images produites peuvent être également utilisées pour contribuer à évaluer les dégâts.

## Chronologie des principales missions d'observation de la Terre (1957-2007)
| Année(s) | Pays              | Satellite      | Première                                                                           |
| -------- | ----------------- | -------------- | ---------------------------------------------------------------------------------- |
| 1959     | États-Unis        | Explorer 6     | Première photo de la Terre                                                         |
| 1960     | États-Unis        | Tiros 1        | Premier satellite météorologique                                                   |
| 1960     | États-Unis        | Discoverer 14  | Première récupération d'image prise sur un film photographique                     |
| 1962     | Union soviétique  | Cosmos 4       | Premier satellite d'observation militaire soviétique.                              |
| 1964     | États-Unis        | Nimbus 1       | Premier satellite de recherche météorologique                                      |
| 1965     | États-Unis        | GEOS-1         | Premier satellite géodésique                                                       |
| 1966     | États-Unis        | ESSA-1         | Premier satellite météorologique opérationnel                                      |
| 1966     | France            | Diapason       | premier satellite géodésique français                                              |
| 1967     | Union Soviétique  | Cosmos 144     | Premier satellite météorologique soviétique                                        |
| 1972     | États-Unis        | Landsat-1      | Premier satellite d'observation de la Terre civil                                  |
| 1974     | États-Unis        | SMS-1          | Premier satellite météorologique géostationnaire                                   |
| 1975     | Union Soviétique  | Cosmos 771     | Premier satellite soviétique de gestion des ressources Terrestres                  |
| 1975     | France            | Starlette      | Premier satellite français équipé d'un rétroréflecteur laser.                      |
| 1977     | Europe            | Meteosat-1     | Premier satellite météorologique géostationnaire européen.                         |
| 1977     | Japon             | GMS-1          | Premier satellite météorologique géostationnaire japonais.                         |
| 1978     | États-Unis        | Seasat         | Premier satellite océanographique.                                                 |
| 1979     | États-Unis        | SAGE I         | Premier instrument consacré à la pollution atmosphérique                           |
| 1979     | Inde              | Bhaskara 1     | Premier satellite de télédétection indien                                          |
| 1982     | Inde              | Insat 1A       | Premier satellite météorologique géostationnaire indien.                           |
| 1986     | France            | Spot-1         | Premier satellite d'observation de la Terre français.                              |
| 1987     | Union soviétique  | Cosmos 1870    | Premier satellite d'observation de la Terre radar soviétique.                      |
| 1987     | Japon             | MOS-1A         | Premier satellite d'observation de la Terre japonais.                              |
| 1988     | Israël            | Ofeq 1         | Premier satellite d'observation de la Terre israëlien.                             |
| 1988     | Chine             | Feng Yun 1A    | Premier satellite météorologique chinois.                                          |
| 1991     | États-Unis        | UARS           | Premier satellite de grande taille dédié à l'étude de l'atmosphère.                |
| 1991     | Europe            | ERS-1          | Premier satellite d'observation de la Terre radar de l'Agence spatiale européenne. |
| 1992     | France/États-Unis | TOPEX/Poseidon | Satellite océanographique.                                                         |
| 1994     | Russie            | Elektro-1      | Premier satellite météorologique géostationnaire russe                             |
| 1995     | Canada            | Radarsat 1     | Premier satellite d'observation radar canadien.                                    |
| 1995     | Ukraine           | Sich 1         | Premier satellite océanographique ukrainien                                        |
| 1996     | États-Unis        | TOMS-EP        | Premier satellite dédié à la surveillance de la couche d'ozone                     |
| 1997     | Chine             | Feng Yun 2A    | Premier satellite météorologique géostationnaire chinois                           |
| 1999     | États-Unis        | Ikonos 1       | Premier satellite d'observation de la Terre commercial américain.                  |
| 1999     | Inde              | Oceansat 1     | Premier satellite océanographique indien                                           |
| 1999     | Chine/Brésil      | CBERS-1        | Satellite d'observation de la Terre                                                |
| 1999     | Corée du Sud      | Arirang 1      | Premier satellite d'observation de la Terre de la Corée du Sud                     |
| 2001     | Europe            | Proba-1        | Satellite d'observation de la Terre miniaturisé                                    |
| 2001     | France/Etats-Unis | Jason 1        | Satellite océanographique                                                          |
| 2002     | Chine             | HaiYang 1A     | Premier satellite océanographique chinois                                          |
| 2002     | Europe            | Envisat        | Satellite d'étude de l'environnement de grande taille                              |
| 2002     | Europe            | MSG-1          | Satellite météorologique géostationnaire de deuxième génération                    |
| 2004     | Taïwan            | RoCSat 2       | Premier satellite de télédétection taïwanais                                       |
| 2006     | Chine             | Yaogan 1       | Premier satellite d'observation radar chinois                                      |
| 2006     | France/États-Unis | Calipso        | Satellite d'observation de l'atmosphère                                            |
| 2006     | Europe            | MetOp 1        | Premier satellite météorologique européen en orbite géosynchrone                   |
| 2007     | Italie            | Cosmo-SkyMed 1 | Premier satellite d'observation radar italien                                      |
| 2007     | Allemagne         | TerraSAR-X     | Premier satellite d'observation radar allemand                                     |